# Departamento Bariloche
El Departamento de Bariloche es uno de los departamentos que conforman la provincia argentina de Río Negro. Su cabecera es la ciudad de San Carlos de Bariloche. Se encuentra ubicado en el extremo oeste de la provincia. 
Limita al norte con la provincia del Neuquén, al este con los departamentos de Pilcaniyeu y Ñorquincó, al sur con la provincia de Chubut,  y al oeste con la República de Chile.
Otro centro urbano de relevancia es la ciudad de El Bolsón, situada al sur del departamento, sobre los límites con la provincia del Chubut.  
Una parte importante del  parque nacional Nahuel Huapi se halla ubicado dentro de los límites de este departamento.

## Población
Es el segundo más poblado y el más denso de la provincia. En 2010 registró 133.500 habitantes.
El censo argentino de 2022 reportó 162088 habitantes.Esto representó un crecimiento del 11.8%

## Localidades

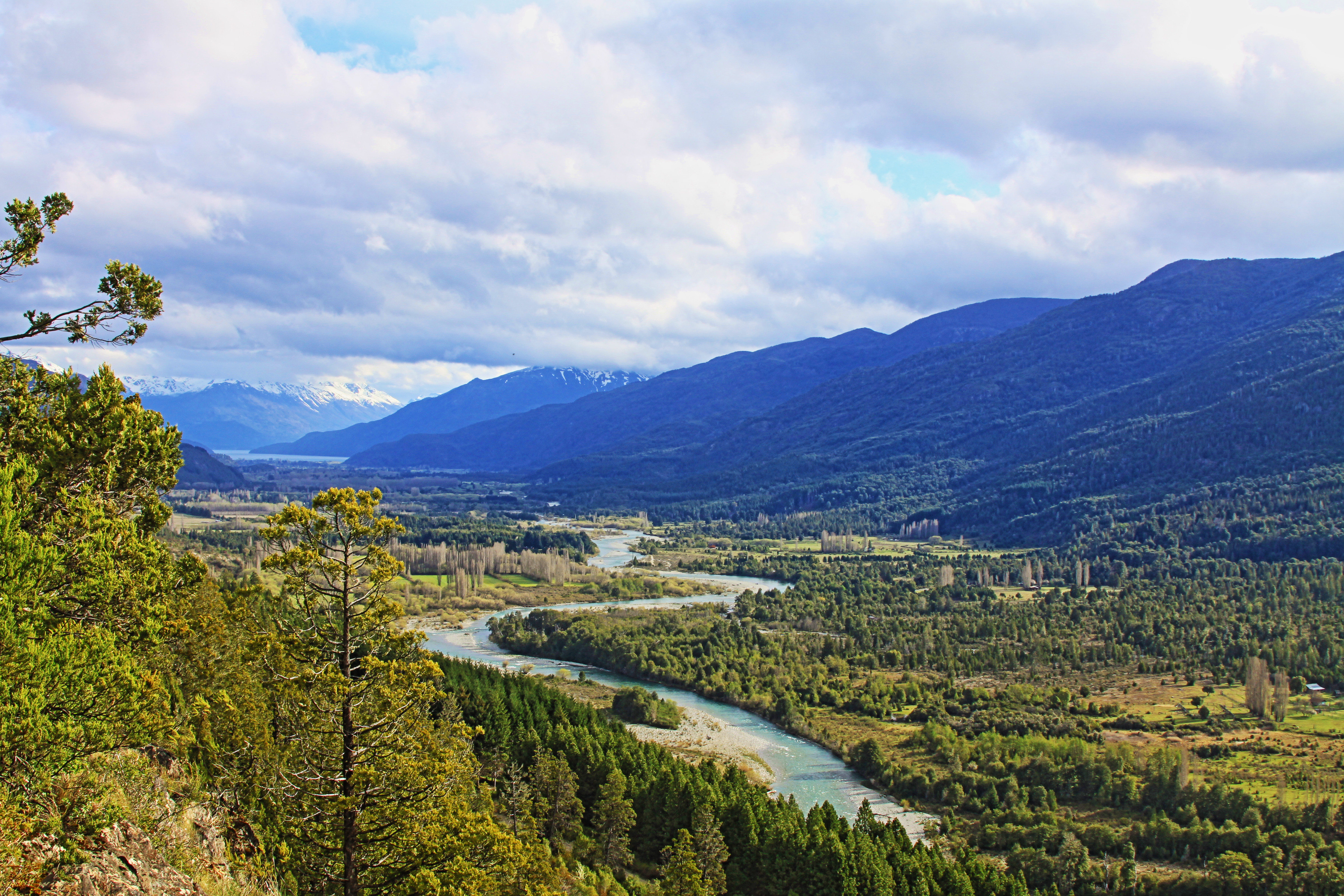
Río Azul, en las cercanías de la ciudad de El Bolsón, departamento Bariloche.

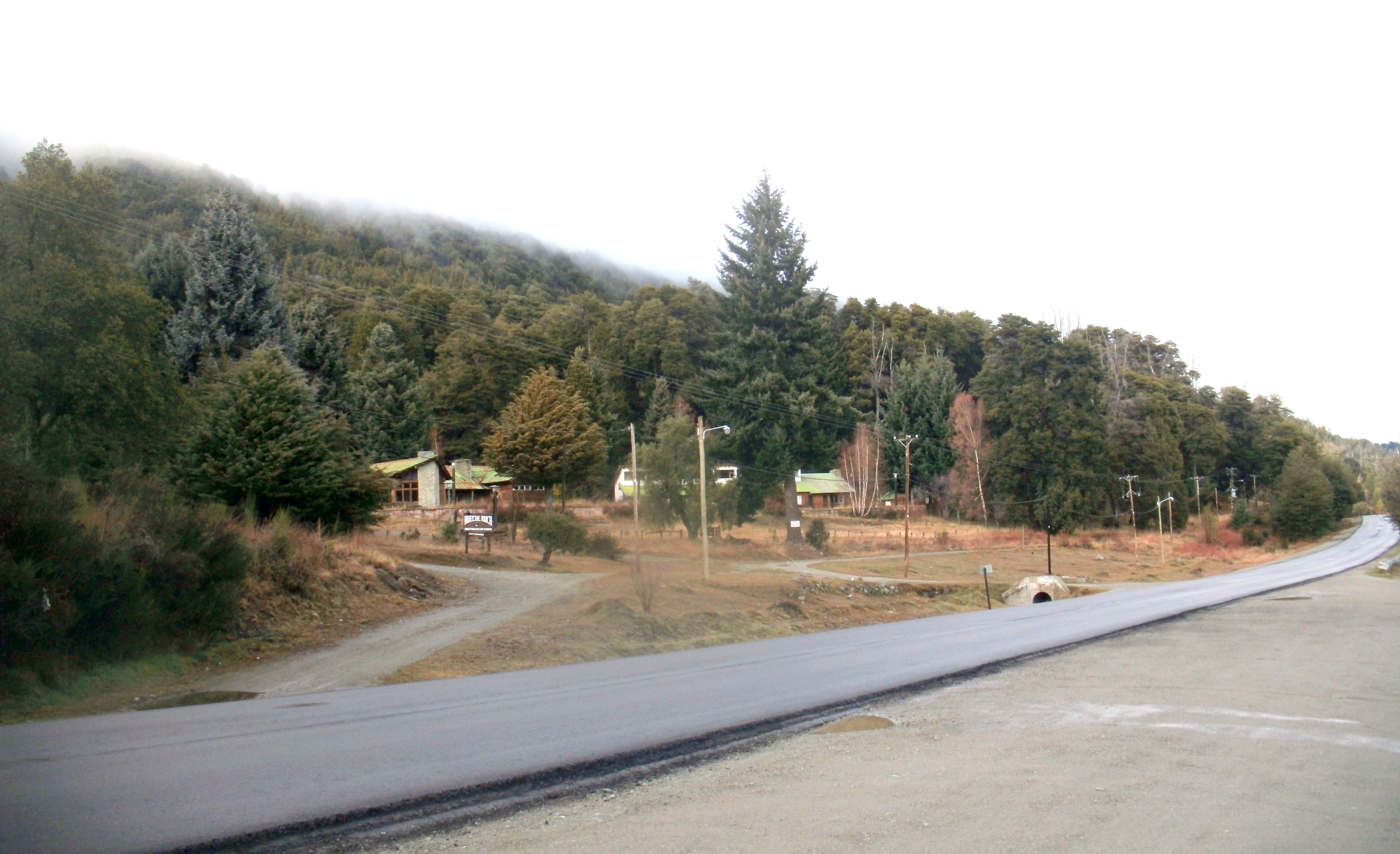
Viviendas de Villa Mascardi cercanas a la ruta

- El Bolsón
- El Manso
- Colonia Suiza
- Mallín Ahogado
- Los Repollos
- San Carlos de Bariloche
- Villa Mascardi
- Villa Catedral
- Río Villegas
- El Foyel
- Las Cartas
- Lago Moreno

Parajes:
- Cuesta del Ternero
- Puerto Blest
- Puerto Frías
- Río Foyel
- El Salto
- El Rincón
- Villa Tacul
- Villa Llao Llao